# District de Changjiang
Pour les articles homonymes, voir Changjiang.
Le district de Changjiang (昌江区 ; pinyin : Chāngjiāng Qū) est une subdivision administrative de la province du Jiangxi en Chine. Il est placé sous la juridiction de la ville-préfecture de Jingdezhen.